# Their Day of Rest
Their Day of Rest è un cortometraggio muto del 1919 diretto da William A. Seiter.

## Produzione
Il film fu prodotto per la National Film Corporation of America  (con il nome Capitol Comedies) da William Parsons, un attore che, l'anno precedente, aveva prodotto Tarzan of the Apes, la sua prima produzione, film che era stato diretto da Scott Sidney, il secondo adattamento per lo schermo del romanzo di Edgar Rice Burroughs.

## Distribuzione
Distribuito dalla Goldwyn Distributing Company, il film uscì il 26 giugno 1919.